# Bolsa de Comercio

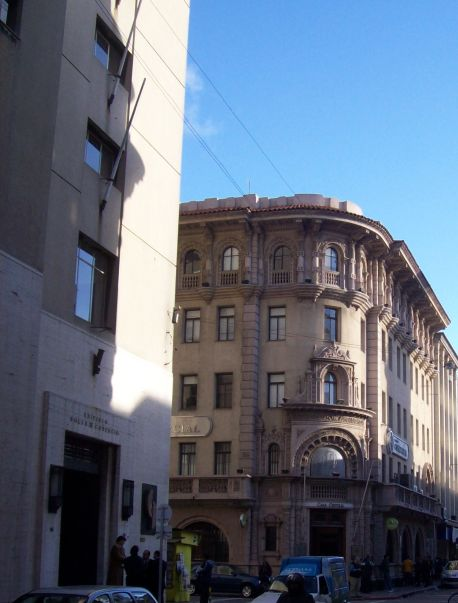
Teil der Bolsa de Comercio (links), neben dem Edificio Posadas Belgrano (rechts)

Die Bolsa de Comercio (auf Deutsch: Handelsbörse) ist ein Bauwerk in der uruguayischen Landeshauptstadt Montevideo.
Das infolge eines 1936 ausgerichteten Wettbewerbs um 1940 errichtete Gebäude befindet sich in der Ciudad Vieja an der Calle Misiones 1400, Ecke Rincón. Als Architekten zeichneten Beltrán Arbeleche und Miguel A. Canale verantwortlich. Das 22 Meter hohe, siebenstöckige, mit einem geschlossenen Innenhof ausgestattete Bauwerk verfügt über eine Grundfläche von 1491 m² und beherbergt die Börse Montevideos.